# Казімеж Віхняж
Казімеж Віхняж (пол. Kazimierz Wichniarz; 18 січня 1915 — 26 червня 1995) — польський актор театру, кіно, радіо і телебачення, також актор озвучування.
Казімеж Віхняж народився в Познані. Навчався в акторської майстерності в Польському театрі в Познані і дебютував у цьому театрі в 1931 році. Актор театрів у різних містах (Познань, Луцьк, Лодзь, Люблін, Катовиці, Бидгощ, Варшава). Виступав у спектаклях «Театру телебачення» в 1959—1983 роках і в багатьох радіопередачах «Польського радіо». Помер у Варшаві, похований на кладовищі «Військові Повонзки».

## Вибрана фільмографія
- 1946 — Заборонені пісеньки
- 1954 — П'ятеро з вулиці Барської
- 1971 — Перстень княгині Анни
- 1974 — Гніздо
- 1974 — Потоп